# NGC 96
NGC 96 ist eine linsenförmige Galaxie vom Hubble-Typ S0 im Sternbild Andromeda am Nordsternhimmel. Sie ist schätzungsweise 283 Millionen Lichtjahre von der Milchstraße entfernt und hat einen Durchmesser von etwa 50.000 Lichtjahren.
Im selben Himmelsareal befinden sich u. a. die Galaxien NGC 90, NGC 93, NGC 94, IC 1546.
Das Objekt wurde am 24. Oktober 1884 von dem französischen Astronomen Guillaume Bigourdan entdeckt.